# Bucklebury
Bucklebury är en ort och civil parish i Storbritannien.   Den ligger i kommunen West Berkshire i riksdelen England, i den södra delen av landet, 80 km väster om huvudstaden London. Bucklebury ligger 68 meter över havet och antalet invånare är 2 066.
Terrängen runt Bucklebury är huvudsakligen platt. Bucklebury ligger nere i en dal. Runt Bucklebury är det ganska tätbefolkat, med 230 invånare per kvadratkilometer. Närmaste större samhälle är Reading, 16,5 km öster om Bucklebury. Trakten runt Bucklebury består till största delen av jordbruksmark.